# AZ
Anthony Cruz (nació el 9 de marzo de 1972), más conocido como AZ, es un rapero afroamericano de la costa este de Estados Unidos. Antiguamente era conocido como AZ The Visualiza, más tarde lo redujo a AZ simplemente. AZ ha logrado consolidarse como una figura de culto dentro del underground, a pesar de su pequeño éxito en el mundo comercial. Su primera aparición importante llegó en el tema histórico del género "Life's A Bitch", del Illmatic de Nas. Después publicó Doe Or Die en el año 1995, gracias al cual recibió los elogios de la crítica, incluso de los críticos que odiaban el hip-hop. Estos decidieron elogiarlo porque les atrajo la moralidad y la representación de la peligrosa vida de matón (thug life).
La fama de AZ creció considerablemente después de unirse a The Firm, un grupo formado por Nas, Foxy Brown y Nature con Dr. Dre y The Trackmasters como productores. El debut del grupo, The Firm: The Album, fue un fracaso para lo que se esperaba de él, con tanta calidad junta. Idéntico camino siguió el segundo trabajo en solitario de AZ, Pieces of a Man. Sin compañía discográfica, AZ sacó S.O.S.A (Save Our Streets AZ) en el año 2000. Sin embargo, pronto firmó con Motown y sacó a 9 Lives. Dos años después, en 2002, tocó Aziatic. Con el álbum, The Essence fue nominado en 2003 a un Grammy por la mejor actuación por un dúo o grupo de rap. El videoclip de su primer sencillo, "I'm Back," fue pinchado en la MTV2 durante un tiempo. Se esperaba que a finales de 2004, AZ sacará el Final Call, sin embargo el álbum nunca salió y fue sustituido por A.W.O.L., que está en las tiendas desde el 6 de septiembre de 2005. Posteriormente ha sacado The Format (2006), Undeniable (2008) y Legendary, lanzado en junio de 2009.

## Descripción
El álbum incorpora detalles de la vida callejera relacionada con el crimen organizado. Estas narrativas cinemáticas representan a menudo a un gánster subido a la fama y abundancia. Por ejemplo, la canción Sugar Hill es una fantasía auto detallada de una forma pródiga que incluye los coches de lujo, las mujeres hermosas y paisajes hermosos. En la canción, Az se imagina de vacaciones en el Caribe, mientras que vive en diferentes hoteles del mundo y en yates.
De una forma un poco más futurista, pero representando bien el tema de la mafia, siempre presente en estas canciones, la cubierta de la Doe Or Die retrata AZ como víctima de un entierro elaborado de la multitud. Dentro de la cubierta, un retrato de AZ es rodeado por las flores, mientras que el cuerpo del rapper se entierra en un féretro que contiene cantidades grandes de dólares. Además, las notas del trazador de líneas y la parte posterior del álbum muestran a AZ fumando cigarrillos y bebiendo un vino particularmente costoso.
El álbum es sumamente diferente al primero, Doe Or Die. Mantuvo la diversión, y pistas del trabajo en comparación con grimey de Doe Or Die, las líricas y la producción orientadas de la calle. El primer solo fue para Hey AZ que ofrecía SWW. Esa canción utiliza la misma que la canción Miel de Mariah Carey. Ambos fueron lanzados en el verano de 1997. La Canción Hey AZ tenía un video también pero por alguna razón cuando el álbum fue lanzado en 1998, la canción no estaba en él. Después del álbum, los expedientes de Noo Trybe quitaron AZ de su lista. 
Este álbum, Pieces of a Man, posee un único sencillo llamado de la misma forma que el segundo trabajo de AZ.

## Álbumes Totales que AZ editó
- 1995: Doe Or Die
- 1997: The Firm: The Album
- 1998: Pieces Of A Man
- 2001: 9 Lives
- 2002: Aziatic
- 2004: Final Call
- 2005: A.W.O.L.
- 2006: The Format
- 2008: Undeniable
- 2009: Legendary
- 2021: Doe or Die II

### Compilaciones
- 2000: S.O.S.A.(Save Our Streets AZ)
- 2004: Decade 1994 - 2004
- 2007: The Memphis Sessions
- 2019: Legacy

### Sencillos
| Year | Canción                 | Álbum           |
| ---- | ----------------------- | --------------- |
| 1995 | Gimme Yours             | Doe Or Die      |
| 1995 | Sugar Hill              | Doe Or Die      |
| 1995 | Rather Unique           | Doe Or Die      |
| 1995 | Doe Or Die              | Doe Or Die      |
| 1998 | How Ya Livin'           | Pieces Of A Man |
| 1998 | Pieces Of A (Black) Man | Pieces Of A Man |
| 1998 | What's The Deal         | Pieces Of A Man |
| 1998 | Trading Places          | Pieces Of A Man |
| 2001 | I Don't Give A Fuck     | 9 Lives         |
| 2001 | Problems                | 9 Lives         |
| 2001 | At Night                | 9 Lives         |
| 2002 | I'm Back                | Aziatic         |
| 2002 | Wanna Be There          | Aziatic         |
| 2002 | The Essence             | Aziatic         |
| 2002 | Take It Off             | Aziatic         |
| 2004 | Magic Hour              | Final Call      |
| 2004 | Live Wire               | Final Call      |
| 2005 | The Come Up             | A.W.O.L.        |
| 2005 | Still Alive             | A.W.O.L.        |
| 2005 | New York                | A.W.O.L.        |
| 2005 | AZ's Chillin            | A.W.O.L.        |
| 2005 | Never Change            | A.W.O.L.        |
| 2006 | Animal                  | The Format      |
| 2006 | The Format              | The Format      |
| 2006 | Vendetta                | The Format      |
| 2008 | Life On The Line        | Undeniable      |
| 2008 | The Hardest             | Undeniable      |